# Saule pleureur
Cet article possède un paronyme, voir Saule et les Pleureurs.
Salix babylonica
Espèce
Classification APG III (2009)
Le saule pleureur (Salix babylonica) est une espèce de plantes à fleurs de la famille des Salicaceae. C'est un arbre dont le port retombant est caractéristique et en fait une espèce très appréciée comme arbre d'ornement notamment au bord des pièces d'eau. Ses longues branches-lianes pendantes sont la cause de son appellation de « pleureur ».

## Description
Il s'agit d'un arbre de taille moyenne, de 10 à 30 mètres de hauteur. Les branches très flexibles, ont un port retombant, l'extrémité des rameaux se rapprochant fortement du sol. Les nombreuses feuilles alternes, simples, lancéolées sont longues, étroites et finement dentées. Elles sont portées par un pétiole très court. Les fleurs sont regroupées en chatons grêles de 2 cm de long environ. La plante est dioïque.
L'arbre peut consommer jusqu'à 400 litres d'eau par jour à l'âge adulte.

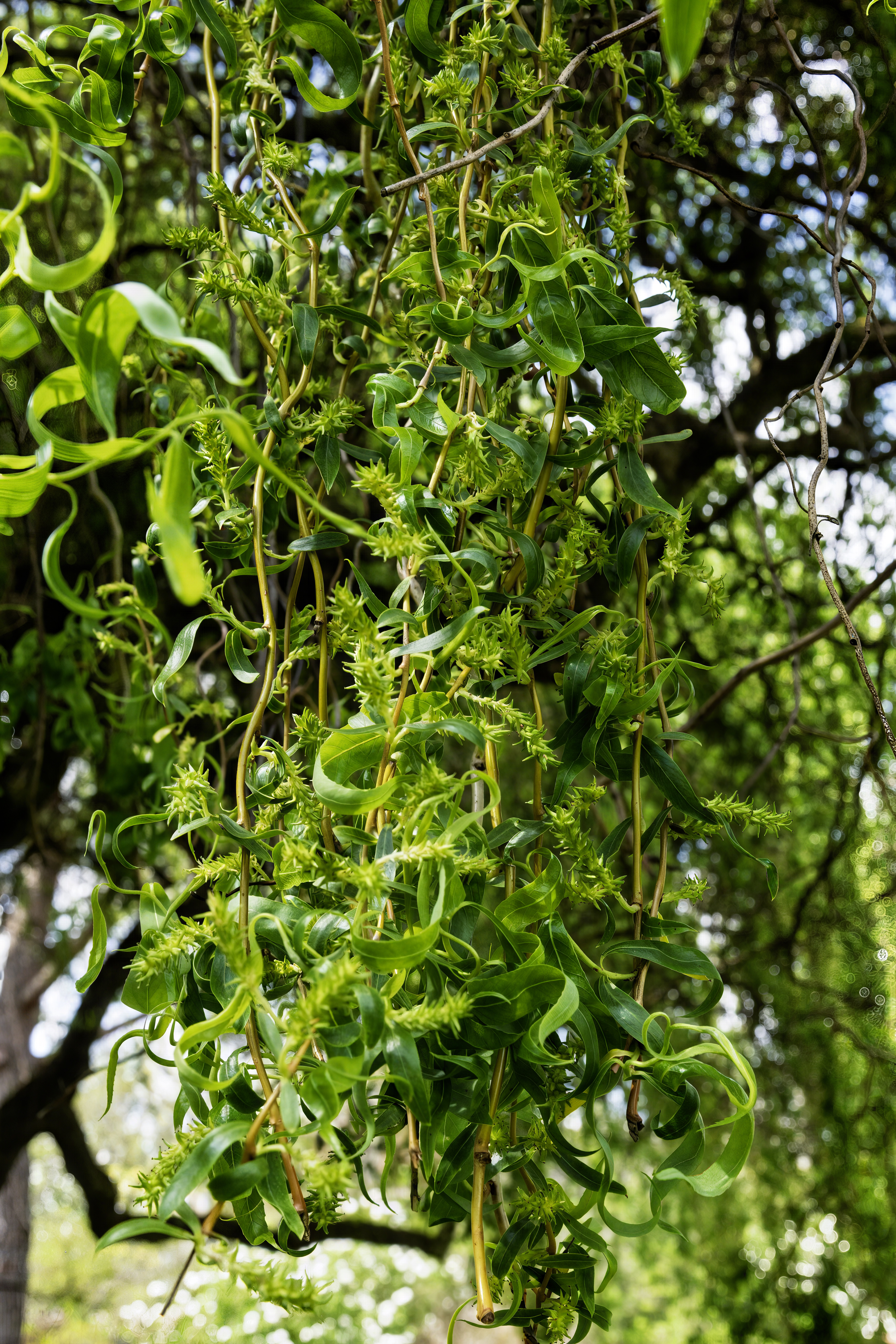
Feuilles et inflorescences Tarn
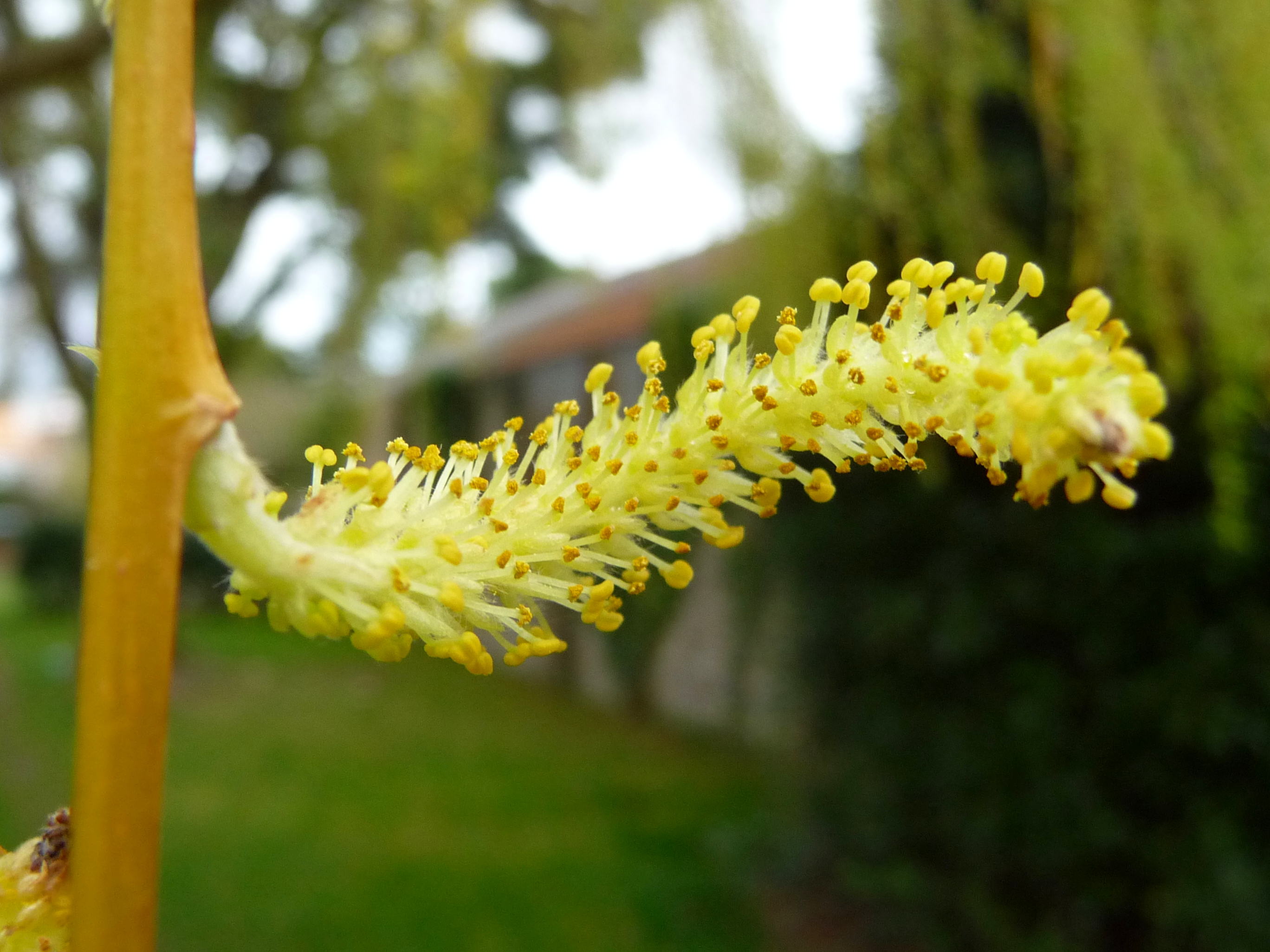
Chaton mâle jaune de saule pleureur en Vendée

## Histoire
- L'espèce initiale Salix babylonica, originaire de Chine, n'a pas de nom commun français. En anglais, on l'appelle Weeping willow (en) ce qui veut dire « saule pleureur » ou Babylon Willow, c'est-à-dire « Saule de Babylone ».
- Le nom scientifique Salix babylonica a été donné par Carl von Linné qui a cru qu'il s'agissait de l'arbre cité par la Bible dans le Psaume 137. Mais ce psaume parlait plutôt de Populus euphratica.
- D'anciennes sélections chinoises ont créé le cultivar Salix babylonica 'pendula' que nous appelons saule pleureur.
- La plupart des saules pleureurs en dehors de Chine sont des hybrides entre ce cultivar et Salix alba (alors appelé Salix ×sepulcralis Simonk.) ou ce cultivar et Salix fragilis (donnant Salix × pendulina Wenderoth). En effet, ces cultivars sont plus adaptés aux régions européennes et d'Amérique du Nord et craignent moins le chancre que le cultivar d'origine.
- Certains saules pleureurs sont devenus célèbres car ils ombrageaient la tombe de personnes connues, comme ce fut le cas pour Napoléon[1].

## Distribution

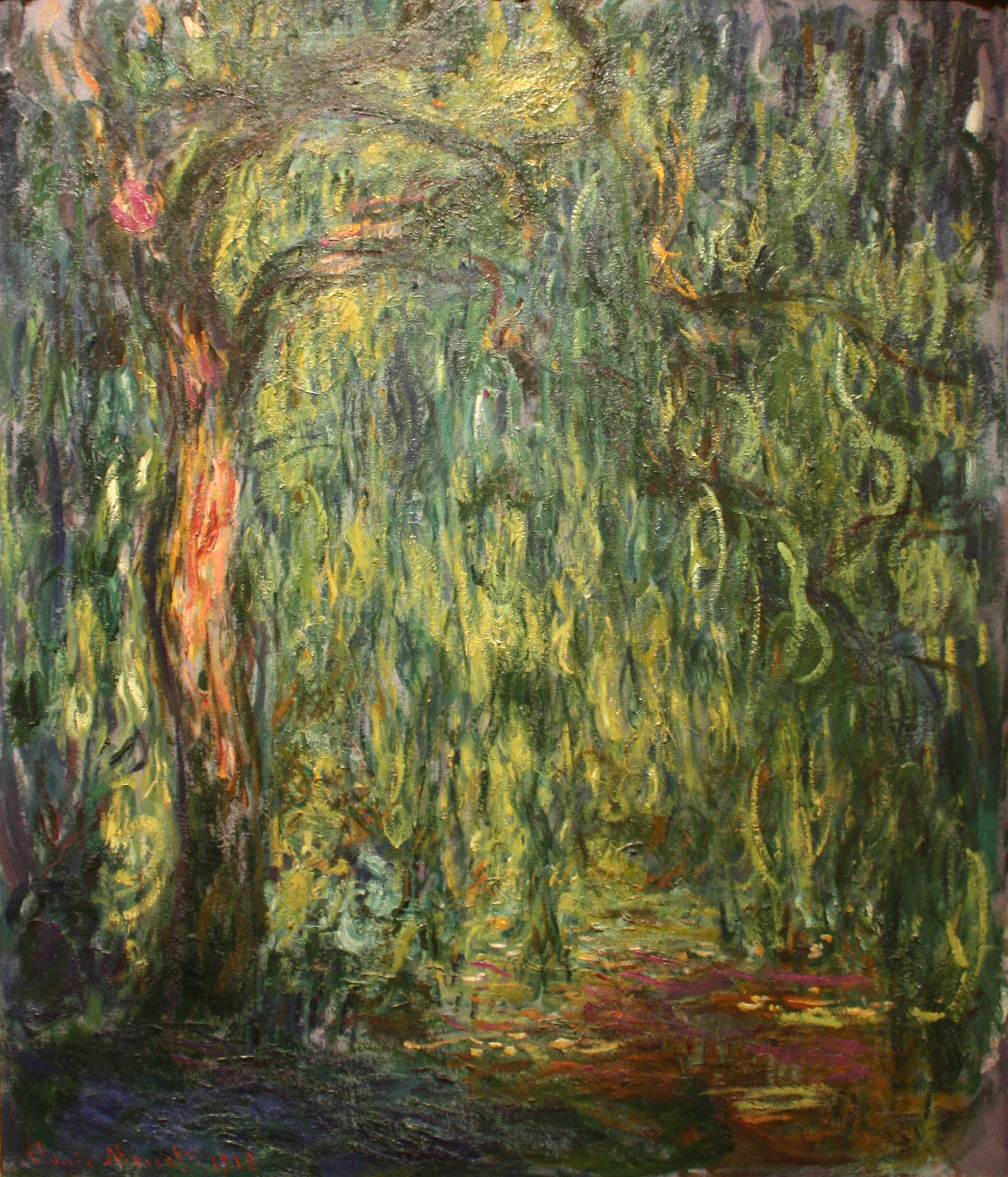
Saule pleureur, de Claude Monet (1918).

Cette espèce est originaire de Chine. Elle fut importée en Europe à la fin du XVIIe siècle à partir du Japon. Le saule pleureur est une espèce de saule originaire des régions sèches du nord de la Chine, mais cultivée depuis des millénaires ailleurs en Asie, faisant l'objet d'un commerce le long de la Route de la soie vers l'Asie du Sud-Ouest et l'Europe,.
Largement popularisée par la culture, l'espèce s'est naturalisée dans tous les continents, notamment en Europe, en Amérique du Nord, en Afrique et en Australie.
Comme tous les saules, le saule pleureur préfère les sols frais humides et mouillés.
S'il n'était visible en France que cultivé, on peut maintenant en apercevoir épisodiquement en bordure de rivière.

## Utilisation
Arbre d'ornement très décoratif, il connut une très grande vogue en Europe pendant la période pré-romantique.
La multiplication se fait par bouturage.
Il existe différentes espèces appelées « saule pleureur » :
- Salix babylonica, avec des variétés horticoles, notamment le cultivar 'Crispa', à feuilles spiralées et à port étroit et le cultivar 'Tortuosa' dont les feuilles et les rameaux sont tortueux.
- Salix alba 'pendula', qui se différencie de Salix babylonica par la couleur des rameaux, qui pour ce saule est blanche (jaune pour Salix babylonica).

L'écorce est utilisée comme anti douleur
et aussi pour fabriquer de l'hormone de bouturage naturel.